# Torre del Calç
Torre del Calç o Torre Descalç és una obra de Porqueres (Pla de l'Estany) declarada bé cultural d'interès nacional.

## Descripció
Conjunt format per una masia amb una antiga torre i una ermita adossada a un costat.
La torre és de planta quadrangular, de planta baixa i dos pisos bastida amb carreus irregulars. Amb el temps, a aquesta torre es van anar annexionat diferents cossos, per això la porta d'accés, un arc de mig punt adovellat, es troba a l'interior del mas.
El mas és d'estructura rectangular amb planta baixa i pis. La porta d'entrada, a la façana de llevant, és de grans dimensions i allandada. La resta d'obertures són quadrangulars, amb llinda i ampit.

## Història
Aquest habitatge era un mas fortificat unit a l'església de Sant Maurici de Calç. L'any 1017 es troba documentat com a "villa calvis". La torre va passar per diferents famílies fins que, l'any 1693, va ser comprada per la familia Campolier de Miànigues, actual propietària. Entre els segles XVII i XVIII, la torre s'hauria vist ampliada i convertida en un mas.